# Fata Morgana (Erste Allgemeine Verunsicherung)
Fata Morgana is een nummer van de Oostenrijkse popgroep Erste Allgemeine Verunsicherung (1978-2019). 
Het kwam op 25 juni 1985 uit als track 7 op het vijfde album van deze band, Geld oder Leben!, dat hun onder meer dankzij dit nummer voor het eerst grote bekendheid opleverde. In november 1986 kwam Fata Morgana ook uit als single (met op de B-kant Geld oder Leben, het openingsnummer van hetzelfde album). 
In maart 1987 bereikte het nummer plaats drie in de ZDF-Hitparade.

## Tekst
Het lied gaat over een niet bij naam genoemde Duitse ontdekkingsreiziger, die op een dromedaris ergens midden in de Sahara onderweg is. Hij ziet aan de horizon een fata morgana verschijnen in de gedaante van een betoverende jonge vrouw, die tegen hem zegt dat ze Leila heet en de koningin van de nacht is. Hij vraagt haar om zijn wonden te genezen, maar dan is ze alweer verdwenen. 
Ondanks een waarschuwing van een muezzin dat hij door het achtervolgen van een illusie zijn ondergang tegemoet gaat, reist de ontdekkingsreiziger de fata morgana toch achterna. Uiteindelijk bezwijkt hij onder de brandende zon, tot vreugde van de gieren boven hem.

## Prijzen
In oktober 1987 won het nummer de Zilveren Leeuw van Radio Luxembourg.

## Cover
In 2005 bracht Groove Coverage een eigen versie van het nummer uit op hun album Holy Virgin.